# 巴尔斯河畔旺德夫尔
巴尔斯河畔旺德夫尔（法語：Vendeuvre-sur-Barse，法語發音：[vɑ̃dœvʁ syʁ baʁs]），法国东北部城市，大东部大区奥布省的一个市镇，隶属于奥布河畔巴尔区，其市镇面积为51.94平方公里，2022年1月1日时人口数量为2,256人，在法国城市中排名第4,686位。
巴尔斯河畔旺德夫尔位于奥布省东部，巴尔斯河发源地，是一个区域性的中心城市，巴黎－米卢斯铁路经过此地并设站，另有多条公路在此交汇。

## 地名来源
根据法国历史学家亨利·达尔布瓦·德·朱班维尔的论述，“Vendeuvre”一名来源于两个高卢语单词“vindo”和“briga”，分别意为“白色”和“山丘”，而“Vindo”也有可能来源于人名。

## 历史

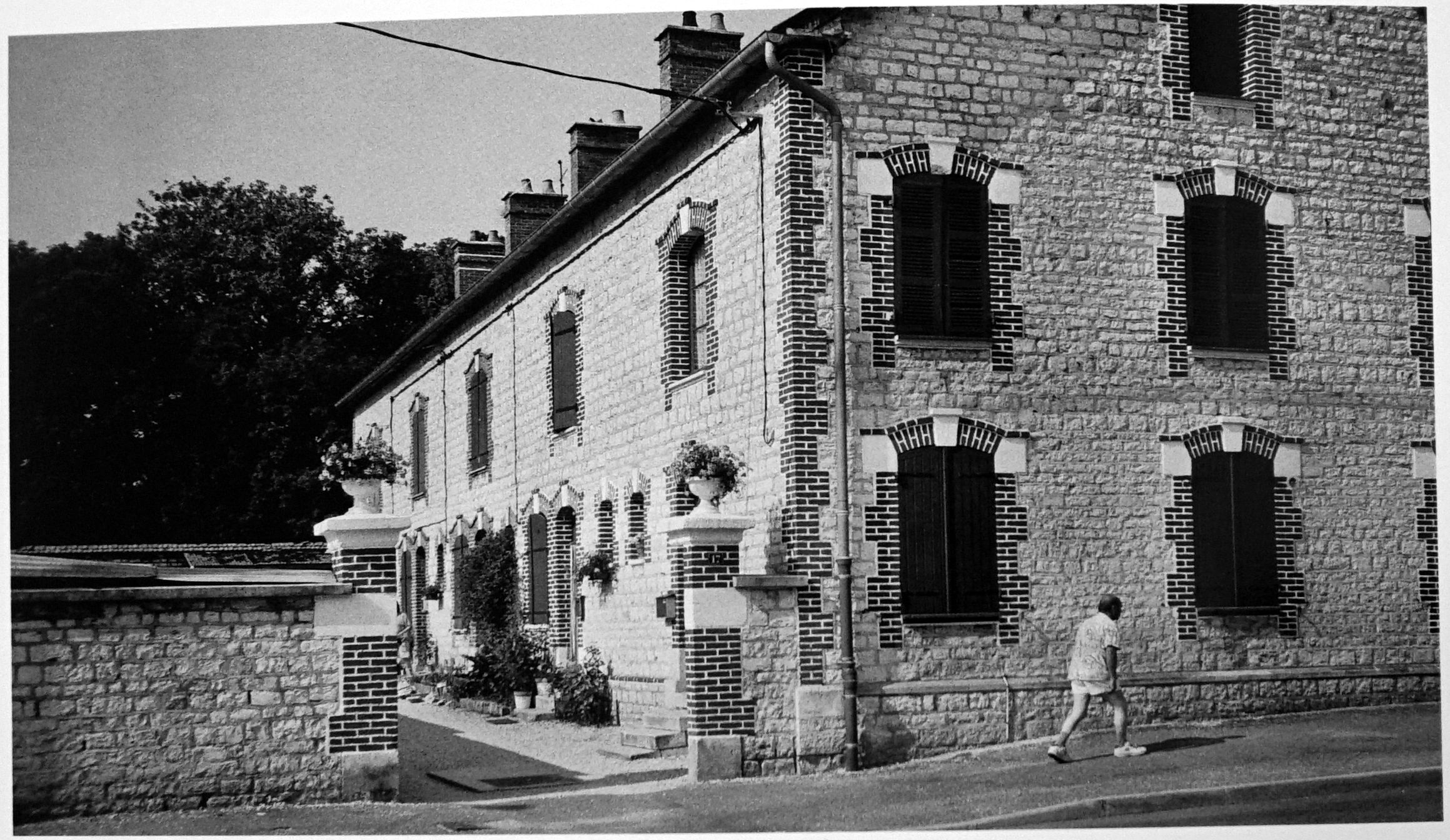
玻璃厂旧址

巴尔斯河畔旺德夫尔境内曾发现古罗马时期的人类活动遗迹。中世纪至近代，巴尔斯河畔旺德夫尔长期为一处普通农业村落，当地的教堂及领主庄园建成于公元11世纪，其领主在17世纪时曾获得男爵爵位。法国大革命后，巴尔斯河畔旺德夫尔成为奥布省的一个市镇，叙兹奈谷镇（Val-Suzenay）整体并入巴尔斯河畔旺德夫尔。工业革命期间，途径此地的巴黎－米卢斯铁路建成运行，巴尔斯河畔旺德夫尔成为一个区域性的交通枢纽，当地曾出现一家大型玻璃工厂，后于20世纪中后期关闭。

## 地理

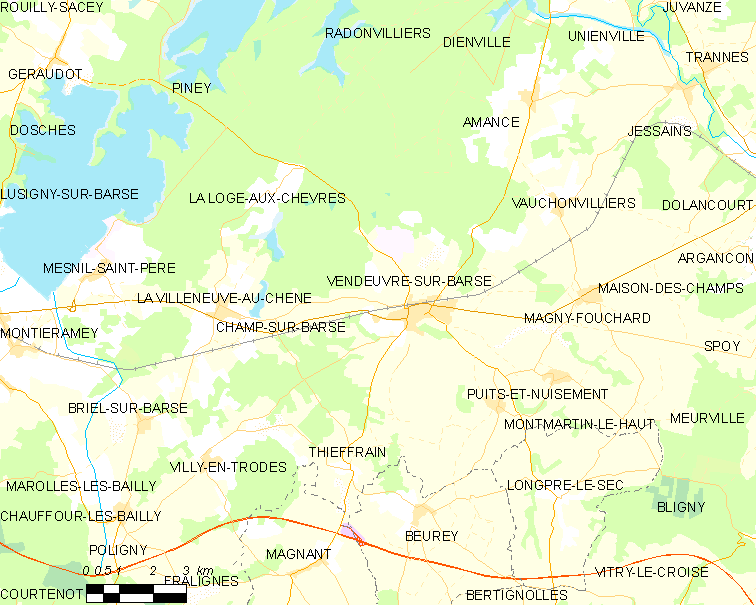
巴尔斯河畔旺德夫尔市镇范围地图

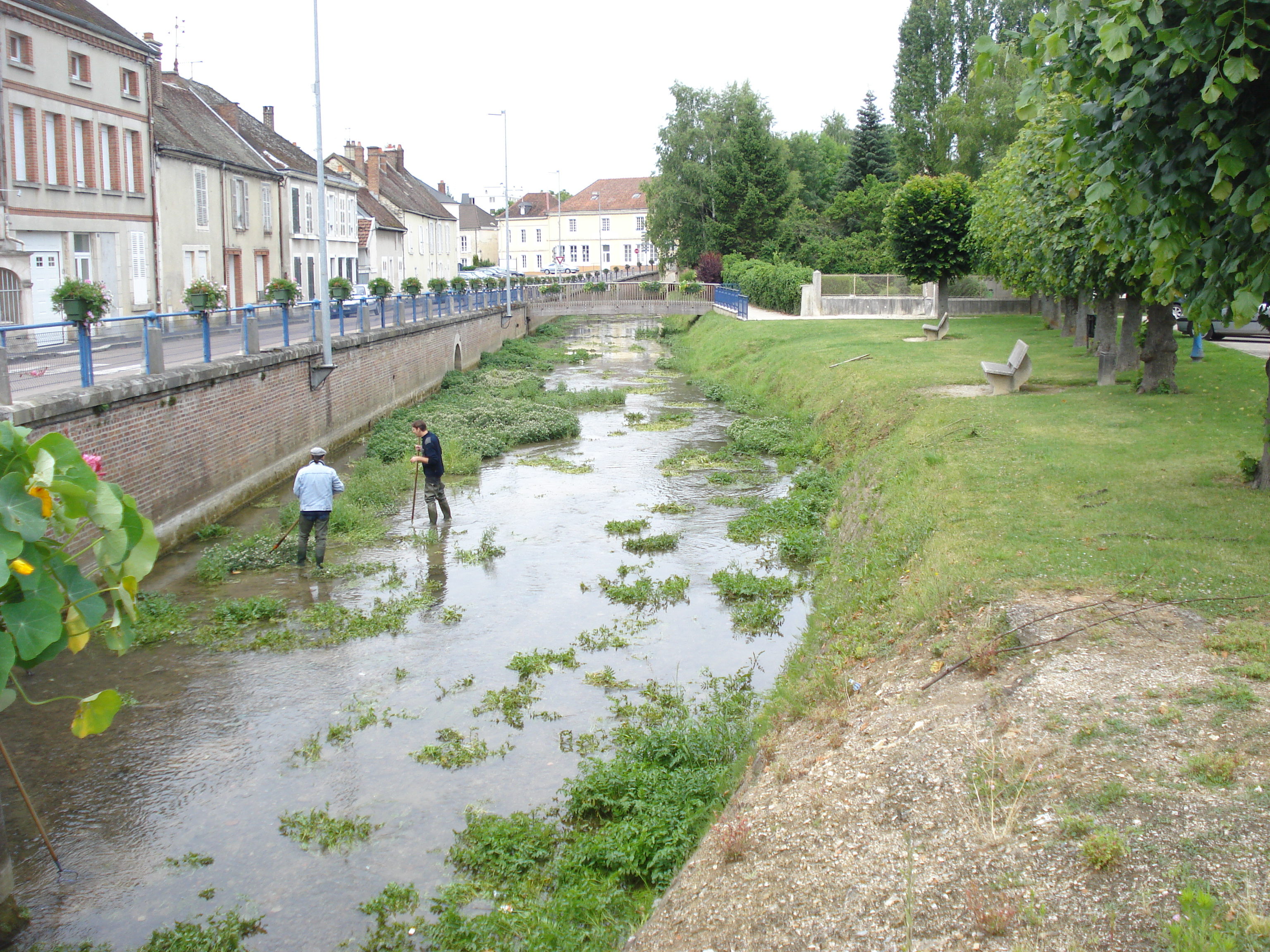
巴尔斯河

巴尔斯河畔旺德夫尔位于法国东北部，大东部大区西南部和奥布省东部，距离省会特鲁瓦大约34公里。与巴尔斯河畔旺德夫尔接壤的市镇包括：阿芒斯、伯雷、巴尔斯河畔尚、拉洛日欧谢夫尔、马尼富沙尔、皮内、皮和尼斯芒、蒂耶夫兰、沃雄维利耶、谢讷新城、维利昂特罗德。

### 地形
巴尔斯河畔旺德夫尔位于巴黎盆地东部腹地，境内以浅丘为主，市镇中心地势较为平坦，全境海拔在144到233米之间。

### 水文
巴尔斯河干流发源于巴尔斯河畔旺德夫尔城堡内，自东向西流出巴尔斯河畔旺德夫尔市区，另有多条溪流在此与其交汇。

### 植被
巴尔斯河畔旺德夫尔属于温带阔叶混交林区，是东部森林自然保护区的组成部分，市区南部的巴尔斯河畔旺德夫尔城堡公园（Parc du Château de Vendeuvre-sur-Barse）是当地主要的城市绿地。
在鲜花城市的评比中，巴尔斯河畔旺德夫尔被评为3星级鲜花城市。

### 气候
巴尔斯河畔旺德夫尔在柯本气候分类法中属于温带海洋性气候。

## 行政区划
巴尔斯河畔旺德夫尔是法国大东部大区奥布省的一个市镇，编号为10401。巴尔斯河畔旺德夫尔隶属于奥布河畔巴尔区、奥布省第一选区以及巴尔斯河畔旺德夫尔县，同时也是旺德夫尔-苏莱讷市镇公共社区的办公驻地。
法国国家统计与经济研究所（简称）在进行数据统计时，未将巴尔斯河畔旺德夫尔划入任何城市核心区、城市区以及城市辐射区（）内。此外，还将巴尔斯河畔旺德夫尔市镇整体看作一个“块区”（IRIS），以便于统计人口分布情况。

## 交通

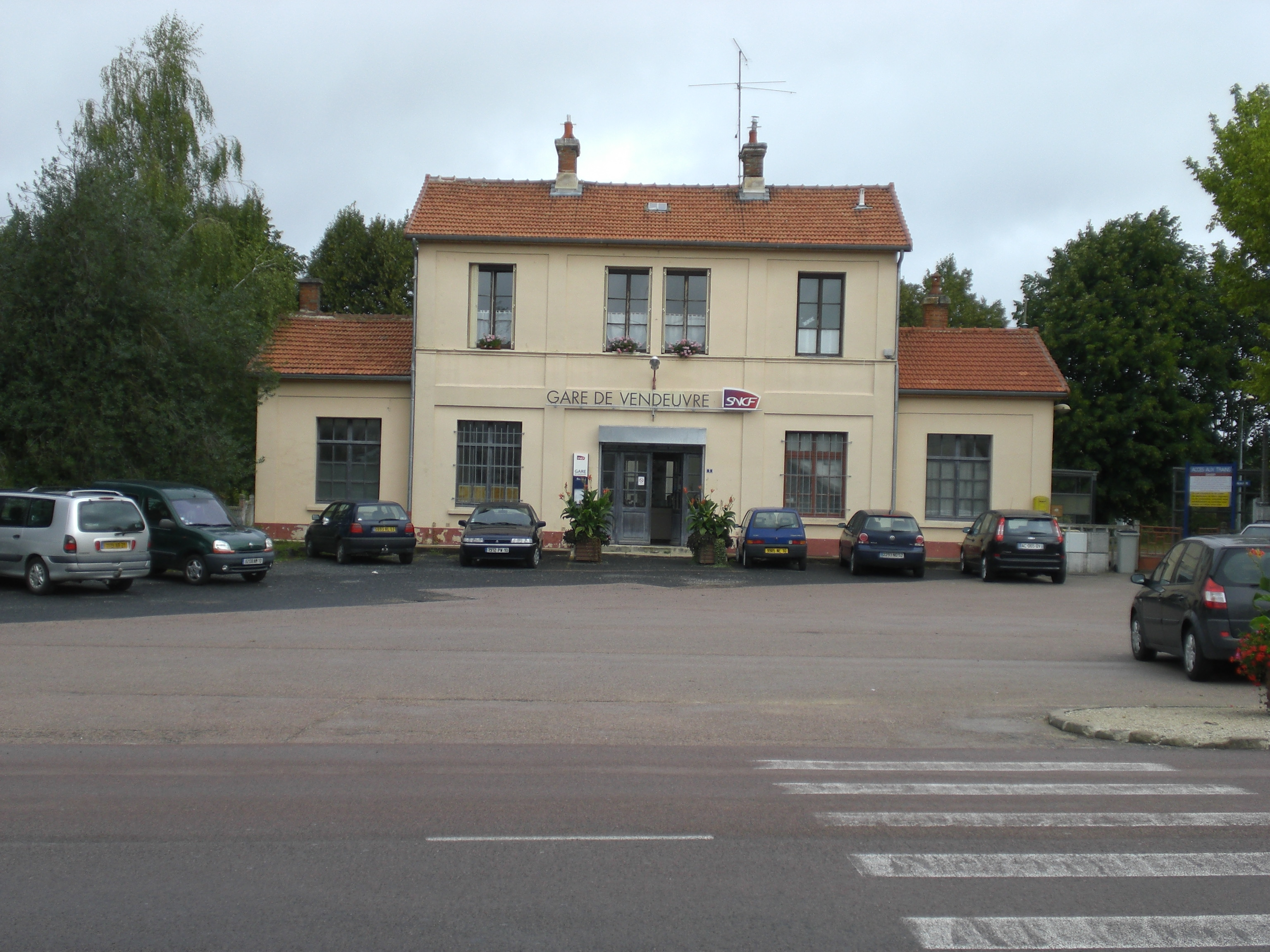
旺德夫尔火车站

### 公路
奥布省省道D79线、D81线、D443线和D619线在巴尔斯河畔旺德夫尔境内交汇，大东部大区下属的城际客运提供巴士线路，可前往周边部分市镇。
2018年，68%的巴尔斯河畔旺德夫尔家庭拥有至少一辆私人汽车。2019年，巴尔斯河畔旺德夫尔境内共发生各类交通事故2起，造成2人受伤。

### 铁路
巴尔斯河畔旺德夫尔位于巴黎－米卢斯铁路上。旺德夫尔站位于市区北部，停靠往返于巴黎和米卢斯一线的区域列车。

### 航空
距离巴尔斯河畔旺德夫尔最近的民用航空站为巴黎-瓦特里机场，距离巴尔斯河畔旺德夫尔市中心的公路里程约84公里。

### 城市公共交通
截至2021年12月，巴尔斯河畔旺德夫尔暂无城市公共交通系统。

## 政治
巴尔斯河畔旺德夫尔的现任市长为马丽埃尔·舍瓦利埃女士（Marielle Chevallier），她是一名无党派人士，在2020年的市政选举中获得了100%的支持率（无其他候选人）。
在2017年的法国总统大选中，法国极右翼政党国民阵线主席玛丽娜·勒庞在巴尔斯河畔旺德夫尔获得了51.75%的支持率。

## 人口
2018年，巴尔斯河畔旺德夫尔市镇人口数量为2,315，在法国排名第4,686位。其中男性1,133人，女性1,182人，75岁及以上人口占10.1%，外籍人口数量为492人，人口密度为45人/平方公里，当地居民被称为（男性）或（女性）。2019年，巴尔斯河畔旺德夫尔境内出生22人，死亡人口39人。
| 年份   | 1936  | 1946  | 1954  | 1962  | 1968  | 1975  | 1982  | 1990  | 1999  | 2006  | 2007  | 2012  | 2017  | 2018  |
| ------ | ----- | ----- | ----- | ----- | ----- | ----- | ----- | ----- | ----- | ----- | ----- | ----- | ----- | ----- |
| 人口數 | 1,791 | 1,688 | 1,642 | 1,839 | 1,821 | 2,613 | 2,940 | 2,793 | 2,623 | 2,413 | 2,383 | 2,395 | 2,317 | 2,315 |

## 经济
截止2021年11月，巴尔斯河畔旺德夫尔共有各类用人单位（包含自雇）298家，平均历史为18年，均为中小型企业（PME）。（财会）、（垃圾处理）及（公路货运）是当地2020年营业额最高的三个企业，分别为947,237欧元、327,367欧元和209,043欧元。

## 财政与居民收入
2019年，巴尔斯河畔旺德夫尔的财政收入总额为1,665,080欧元，财政支出总额为1,403,380欧元，当年的债务总额为643,750欧元。2021年，巴尔斯河畔旺德夫尔共获得476,784欧元的国家财政补助，比上一年增加了0.55%。
2019年，巴尔斯河畔旺德夫尔的人均月收入总额为1,895欧元，其中高级职员为3,289欧元，低于法国平均水平（4,230欧元）；中级职员为2,312欧元，低于法国平均水平（2,411欧元）；普通职员为1,648欧元，亦低于法国平均水平（1,740欧元）。
2018年，巴尔斯河畔旺德夫尔境内的青壮年（15至64岁）失业率为26.7%，当地38.4%的家庭拥有纳税资格，平均纳税1,595欧元，低于法国平均水平（3,888欧元）。

## 社会事务

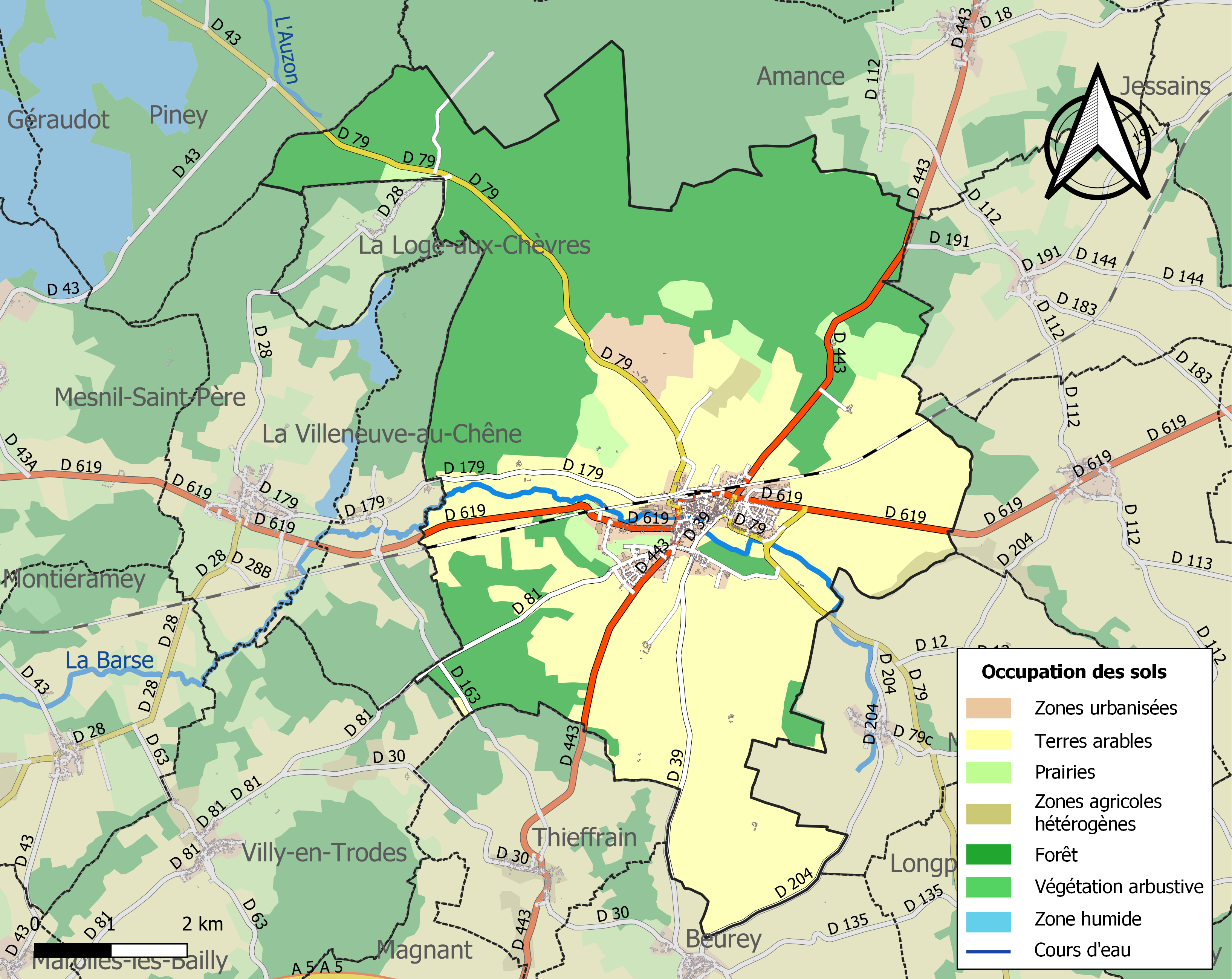
巴尔斯河畔旺德夫尔土地利用情况地图

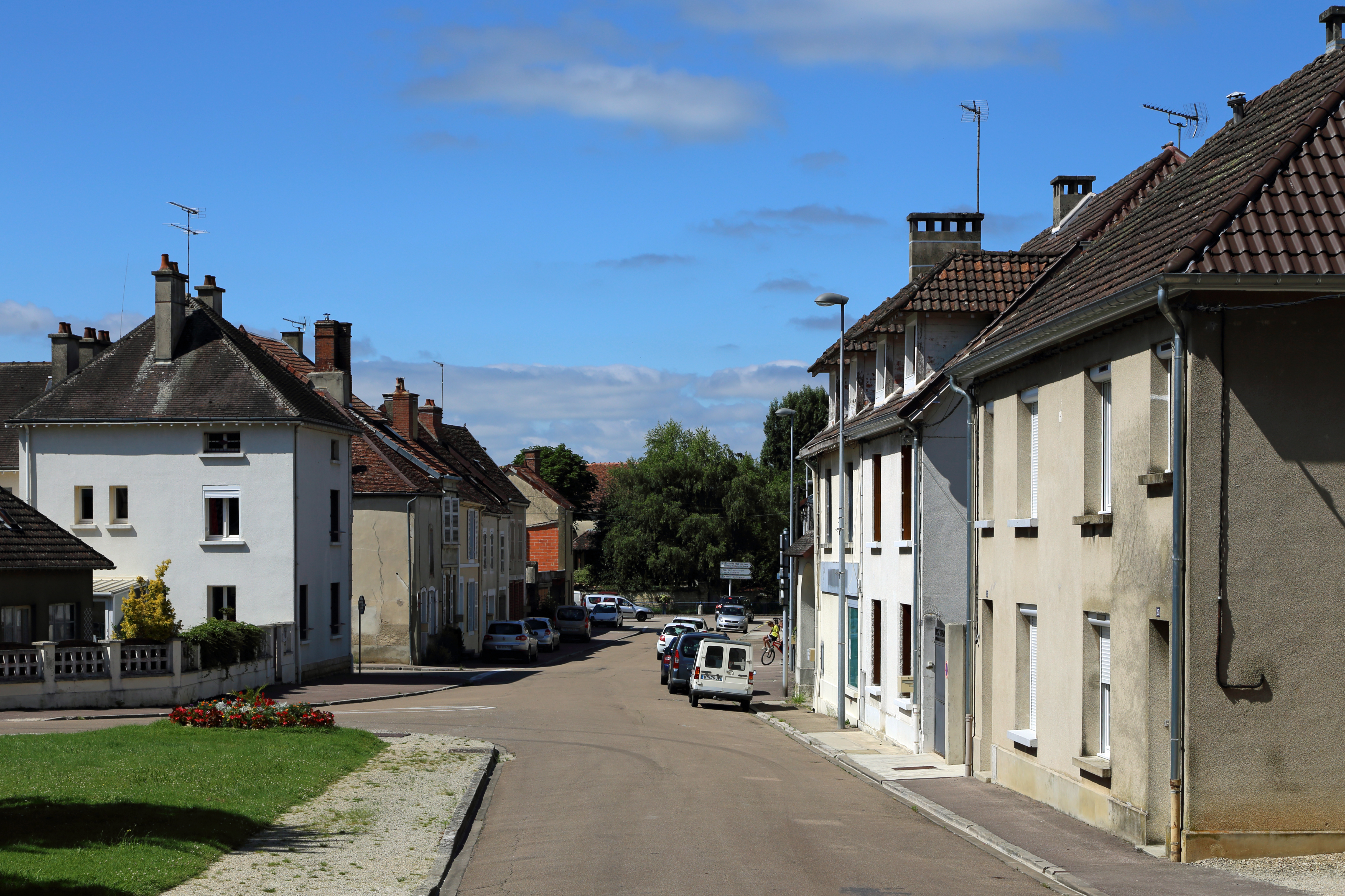
巴尔斯河畔旺德夫尔市中心

### 教育
巴尔斯河畔旺德夫尔属于兰斯学区。截止2020年1月1日，巴尔斯河畔旺德夫尔境内共有2所幼儿园、1所小学和1所初级中学。2018至2019学年度，巴尔斯河畔旺德夫尔境内共有在校中等教育阶段学生275名。

### 医疗
截止2020年1月1日，巴尔斯河畔旺德夫尔境内共有全科医生2名、保健师4名、牙医1名和护士6名。境内共有药房2家、养老院1家、残疾人帮扶中心3家。
巴尔斯河畔旺德夫尔是奥布河畔巴尔中心医院（Centre Hospitalier de Bar-sur-Aube）的覆盖范围，后者是法国的一个区域性医疗机构，其主病区圣尼古拉医院（Hôpital Saint-Nicolas）位于奥布河畔巴尔市区，距离巴尔斯河畔旺德夫尔的正常车程在20分钟以内，该院设有床位190个，是当地规模最大的公立综合性医院。

### 住房
2018年，巴尔斯河畔旺德夫尔境内共有各类住房1,230套，其中66.9%为独立式居民区，32.7%为集中式居民区。常住房屋占巴尔斯河畔旺德夫尔市镇范围内居民建筑总量的83.4%。
在住房保障政策方面，2020年，巴尔斯河畔旺德夫尔境内共有234户家庭获得了住房经济补助，受益人数占总人口数量的10.1%，其中217份为房租补助。

### 商业
2019年，巴尔斯河畔旺德夫尔境内共有各类实体商铺55家，其中餐厅4家、大型超市3家、面包房2家、肉铺1家、书店1家、银行门店3家、美容美发店5家、汽车维修店6家。市中心有一家b1超市。

### 体育
2020年，巴尔斯河畔旺德夫尔境内共有1间体育馆、2处网球场、2处足球或橄榄球场以及1处高尔夫球场。
截至2021年12月，旺德夫尔体育俱乐部（U.S. Vendeuvre）是当地唯一的注册足球队，2021至2022赛季参加大东部大区足球联赛。

### 环境
巴尔斯河畔旺德夫尔的环境事务由其所属的公共社区负责。2019年，巴尔斯河畔旺德夫尔境内共有1家污染企业。

### 治安
2019年，巴尔斯河畔旺德夫尔市镇范围内有1处宪兵队。
巴尔斯河畔旺德夫尔所在地是宪兵总队的管辖范围。2020年，该宪兵总队辖区内共162个市镇累计发生各类案件1,967起，其中盗窃类案件950起，经济类案件202起，毒品交易类案件76起。

## 文化

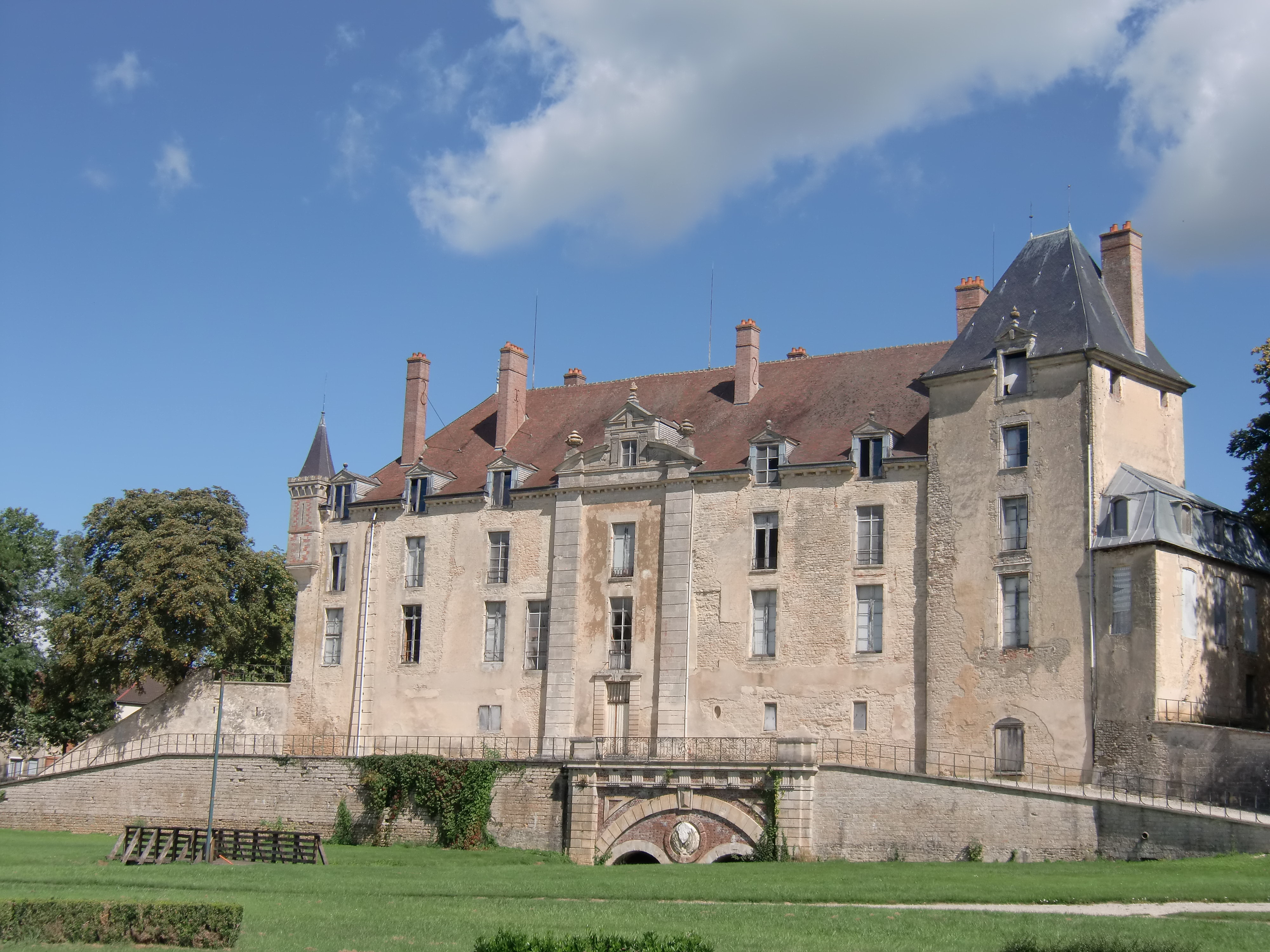
巴尔斯河畔旺德夫尔城堡

2020年，巴尔斯河畔旺德夫尔境内暂无任何文化设施。巴尔斯河畔旺德夫尔市政府提供多媒体中心，向公众全年开放。

### 建筑
巴尔斯河畔旺德夫尔境内有多处历史建筑，其中巴尔斯河畔旺德夫尔城堡以及圣伯多禄教堂是当地的地标性建筑物，均为法国国家文物保护单位。

### 旅游
巴尔斯河畔旺德夫尔的旅游事务由其所属的公共社区负责。2021年，巴尔斯河畔旺德夫尔境内暂无任何游客接待设施。

### 媒体
法国主要的媒体均可在巴尔斯河畔旺德夫尔接收，法国电视三台下属的大东部大区频道在部分时段播出巴尔斯河畔旺德夫尔所属区域的地方新闻。

## 友好城市
截至2021年12月，巴尔斯河畔旺德夫尔暂未建立任何友好城市关系。